# Musique guyanaise
La musique guyanaise est une musique très riche et variés de plusieurs styles et cultures venues d'Europe, d'Afrique et du continent américain par les Amérindiens dû à son histoire et sa diversité pluriethnique.
Elle est mise en valeur chaque année lors de traditionnels Bals Konvwé avec les célèbres Bals paré-masqués et récompensé à travers les Lindors.

## Musique traditionnelle

### Musique créole guyanaise
Il existe une multitude de genres musicaux traditionnelles créoles en Guyane.
Le kasékò est le genre musical traditionnel le plus emblématique de la Guyane. Il désigne aussi les tambours ainsi que la danse de ce genre.
Les autres genres comprennent : grajé (rythme et danse), léròl (rythme et danse) (laboulanjèr), kanmougwé (rythme et danse), béliya (rythme et danse) (djanbèl et labasyou), grajévals (rythme et danse), et kaladja (rythme et danse).

### Musique des Amérindiens de Guyane
La musique autochtone est celle pratiquée par les peuples premiers vivant en Amérique. Les Autochtones sont les peuples autochtones dont la présence précède toute colonisation occidentale. Organisés en véritable empire ou en simple tribu, on en retrouve trace sur l'ensemble du continent où l'on distingue les Nord-Amérindiens, les Méso-Amérindiens, les  Amérindiens des Antilles et les Sud-Amérindiens. Il est difficile de mesurer l'exacte place de la musique au sein de civilisations disparues, mais l'archéologie musicale permet d'apporter quelques renseignements tant par l'étude des instruments recueillis que par celle des figurations diverses. Le regain d'intérêt depuis quelques décennies pour ces peuples a sans doute permis de sauver une partie du patrimoine oral encore en leur possession, fragilisé par une difficile cohabitation avec le monde moderne ; cette  reviviscence est aussi une menace pour ce patrimoine, par assimilation avec des éléments de cultures exogènes (européenne ou africaine).
Ce qui lui est lié : sanpula, kalawachi, et malaka.

### Bushinenge
Ce qui lui est lié : Awasa, songhé, aléké, sèkètie et susa.

## Musique carnavalesque

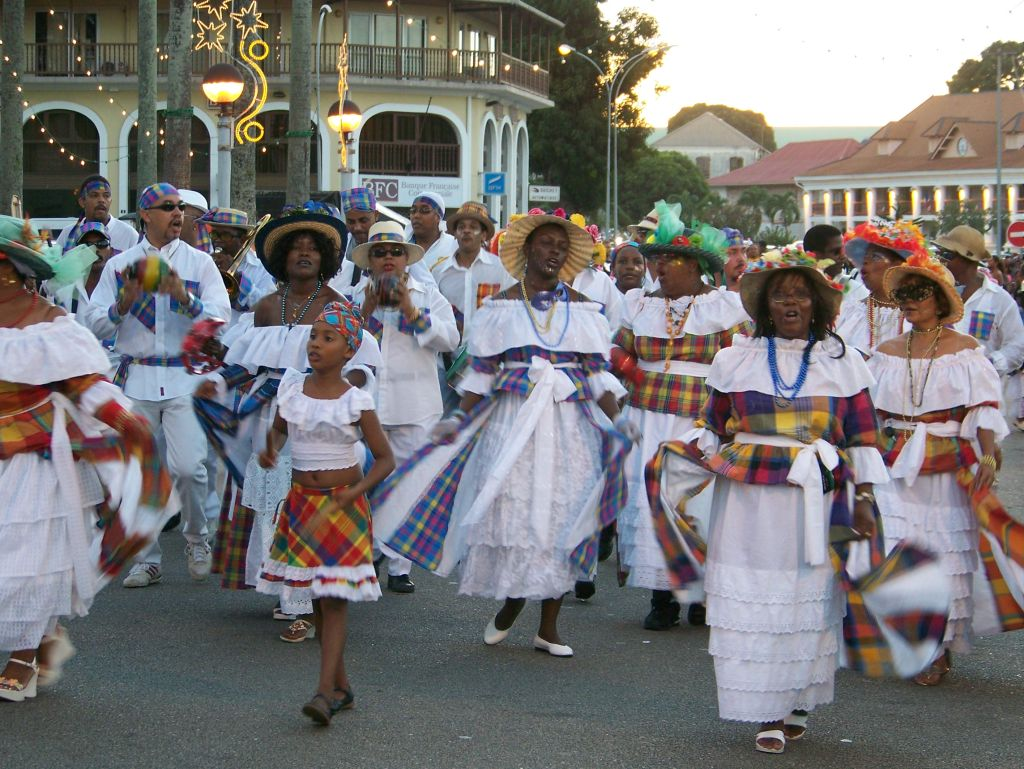
Défilé du Carnaval dans les rues de Cayenne en 2007.

Le carnaval de Guyane est l'un des évènements majeurs de Guyane. La musique y joue un rôle vital, avec des grandes parades, les vidés et les bals paré-masqués mettent à l'honneur des nombreux groupes carnavalesques.
Les rythmes et danses du carnaval sont : la mazurka et le piké djouk, la Valse et la Valse créole, la quadrille et la quadrille créole, la polka, et la biguine. Les groupes carnavalesques comprennent Les Blue Stars, Karnivor, Les Mécènes, Pa Gain Nom, Dokonon et Lè Kanibal.

## Musique populaire

### Zouk
Le zouk, originaire de la Guadeloupe et de la Martinique, apparait dans les années 1980. Ce genre musical est l'un des genres les plus célèbres en Guyane, elle permet de faire émerger de nouveaux artistes et interprètes mondialement connu comme Warren et celle que l'on surnomme la « reine du Zouk » Fanny J ou encore le groupe saint-laurentais Sweet Way.

### Autres genres
Depuis la fin des années 1980, beaucoup d'autres genres musicaux venant de la Caraïbes, de France, des États-Unis, du Brésil ou tous simplement du monde entier sont très populaire en Guyane. Il y a notamment le ragga, le dancehall, la samba, la chanson française, le hip-hop, la pop, et le RnB.

## Instruments
Les instruments comprennent : tambour et kawaï.
Les instruments traditionnels créoles guyanais comprennent trois tanbou (tambour en créole) (tanbou foulé ou foulé kasékò, tanbou koupé ou dékoupé, tanbou plonbé ou foulé fon.), tanbou yongwé, ka, et tibwa. Les instruments traditionnels amérindiens comprennent : sanpula, tule et quena. Les instruments traditionnels bushinenge comprennent : agida, apinti doon, et gaandoon.

## Groupes et artistes

### Artistes solos
- Samuel Lubin
- Henri Salvador
- Hortensia
- Gaston Lindor
- Josy Masse
- José Sébéloué
- Chris Combette
- Édith Lefel
- Hortensia
- Tonton Jo
- Henri Placide
- Nadine Léo
- Sylviane Cédia
- Orlane Jadfard
- Clara Nugent
- Tina Ly
- Pearl
- Angel Chow-Toun
- Warren
- Fanny J
- Nesly
- K-Reen
- Lova Jah
- Saïna Manotte
- Bamby
- Sweet Way
- Sista Sony
- Yann Cléry
- Pompis
- Aruhna, etc.

### Groupes et duos
- Dahlia
- Les Mécènes
- Karnivor
- Les Blues Stars
- Dokonon
- Pa Gain Nom
- Sweet Way
- Mayo 2 Kaw
- Mahova Bladas
- La Compagnie créole
- Senuka, etc.